# Jan Frid
Jan Frid (russisk: Ян Борисович Фрид) (født 31. maj 1908 i Krasnojarsk i det Russiske Kejserrige, død 21. december 2003 i Stuttgart i Tyskland) var en sovjetisk filminstruktør og manuskriptforfatter.

## Filmografi
- Ljubov Jarovaja (Любовь Яровая, 1953)[1][2]
- Helligtrekongers aften (Двенадцатая ночь, 1955)
- Zeljonaja kareta (Зелёная карета, 1967)
- Prosjjanije s Peterburgom (Прощание с Петербургом, 1972)
- Sobaka na sene (Собака на сене, 1978)
- Letutjaja mysj (Летучая мышь, 1979)